# Henndorf am Wallersee
Henndorf am Wallersee est une commune autrichienne du district de Salzbourg-Umgebung (Flachgau), située dans le nord du land de Salzbourg.

## Géographie

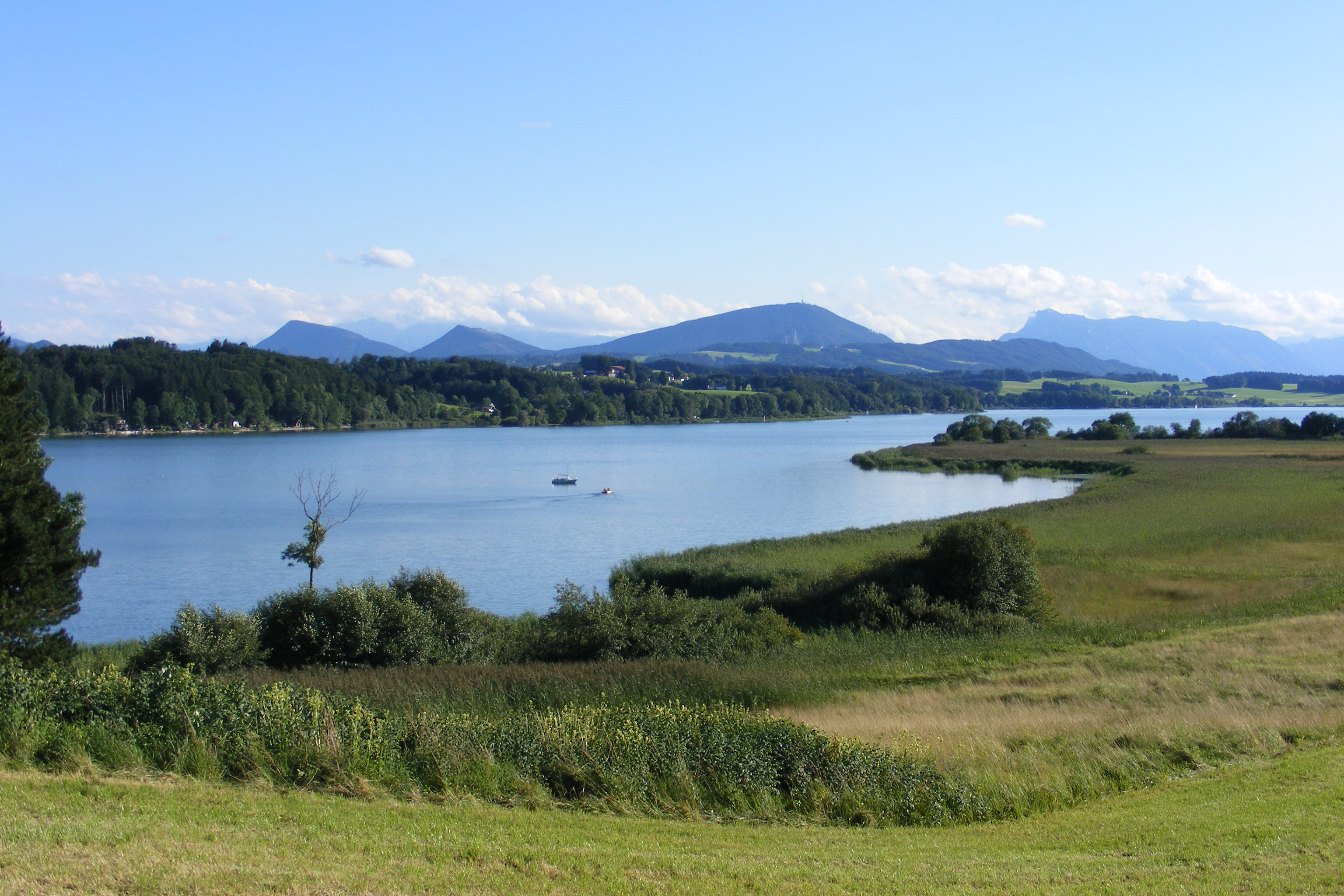
Wallersee.

Henndorf est situé entre le lac de Wallersee à l’ouest et la forêt de Henndorf à l’est. Les communes limitrophes de Henndorf sont Seekirchen à l'ouest, Köstendorf au nord, Neumarkt au nord-est, Thalgau au sud-est, et Eugendorf au sud-ouest.
Le territoire communal comprend neuf villages :
| - Berg - Enzing - Fenning | - Hankham - Hatting - Henndorf | - Hof - Oelling - Wankham |

## Histoire
Au début du VIIIe siècle, le Flachgau était l'endroit où vivait et travaillait l'évêque et missionnaire Rupert de Salzbourg. La localité de Henndorf est mentionnée pour la première fois dans la notitia arnonis, un registre  rédigé vers 790 à l'initiative de l' évêque Arn de Salzbourg, et à nouveau dans ses breves notitiae vers 800. Étymologiquement, le nom du village vient d'Eondorf qui est ensuite devenu Hohindorf pour finalement donner la version Henndorf. En vieux haut allemand hohi veut dire Höhe en allemand, le nom de la commune se réfère donc à l’altitude (Henndorf se trouve 551 m). Par conséquent, le fait que l’animal héraldique de Henndorf soit une poule (Henne en allemand) n’a rien à voir avec l’étymologie du nom de Henndorf.
Au Moyen-Âge tardif, Henndorf fut le chef-lieu d'une seigneurie au sein de l'archevêché de Salzbourg. L'occupation française en 1800, jusqu'à la signature du traité de Lunéville le 9 février 1801, a annoncé la fin de la principauté épiscopale.

## Personnalités célèbres liées à la commune

### Franz Stelzhamer (1802-1874)
L’ancienne maison d’habitation d’un des plus connus poètes autrichiens écrivant en dialecte se trouve aujourd’hui dans la rue Stelzhamer. Son tombeau au cimetière de Henndorf et la place de Stelzhamer avec le cerisier ciselé en pierre, élevé comme monument à sa mémoire, ainsi que la plaque commémorative sur sa maison d’habitation rappellent aujourd’hui son travail littéraire à Henndorf.

### Johannes Freumbichler (1881-1949)
Ayant passé son enfance à Henndorf, le poète épique est connu pour son roman « Philomena Ellenhub » dont l'action se passe dans le milieu rural. Freumbichler est le grand-père de Thomas Bernhard.

### Carl Zuckmayer (1896-1977)

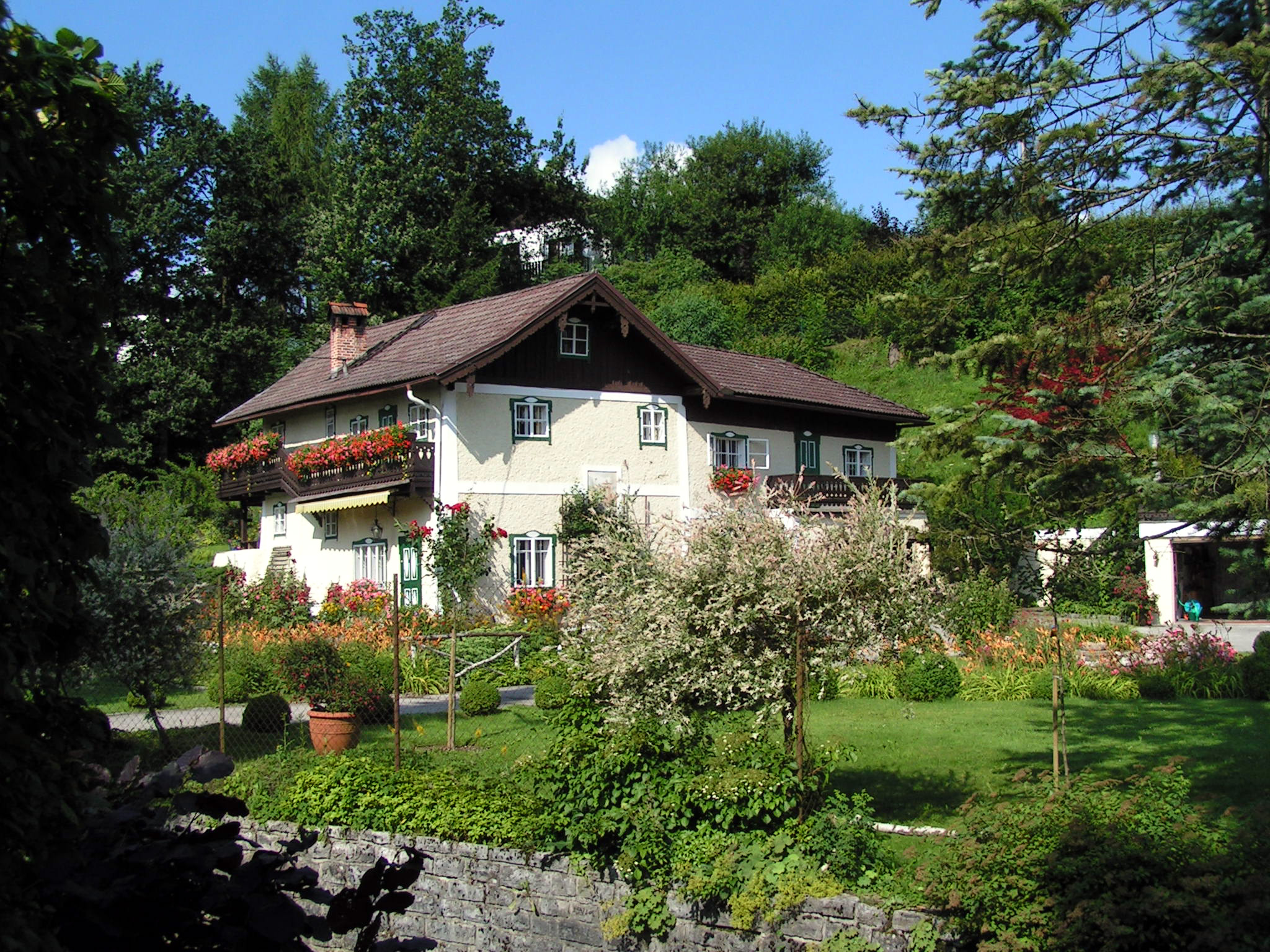
Domicile de Carl Zuckmayer.

C’est en 1933 que la famille Zuckmayer se décide à vivre dans la Wiesmühl à Henndorf. Carl Zuckmayer est probablement l’écrivain qui s’est occupé le plus de Henndorf– ses œuvres « Henndorfer Pastorale », « Der Seelenbräu » et « Als wär’s ein Stück von mir » en témoignent.

### Sylvester Wagner (1807-1865)
Poète écrivant en dialecte comme Stelzhamer, Sylvester Wagner est moins connu.

### Thomas Bernhard (1931-1989)
Même s’il n’est pas né à Henndorf, Thomas Bernhard a dédié une partie de son œuvre littéraire à la description de ce village et de son paysage environnant dont des poèmes critiques intitulés « In den Dörfern des Flachgaus », « Altentann » ou « Pfarrgarten in Henndorf » ainsi que son texte en prose appelé « Die Landschaft der Mutter ».

### Ödon von Horvàth (1901-1938)
Ayant souvent séjourné à Henndorf, il a appartenu au cercle littéraire de Henndorf. C’est au Gasthof Bräu, une auberge à Henndorf, qu’il a écrit son fameux roman « Jeunesse sans Dieu».

## Lieux et monuments/ Lieux touristiques
- Wiesmühl
- La place avec le cerisier ciselé en pierre, élevé comme monument à la mémoire de Stelzhamer, le tombeau et la maison d’habitation de Stelzhamer
- L’église St. Vitus
- La ruine de Lichtentann
- Le circuit pédestre/ cycliste de l’époque glaciaire